# Bezirksgericht Panevėžys
Das Bezirksgericht Panevėžys (lit. Panevėžio apygardos teismas, PAT) ist der kleinste der fünf Apygardos teismas in Litauen. Der Sitz ist in der nordlitauischen Großstadt Panevėžys (112.000 Einwohner). Es gibt Abteilung für Strafsachen (Vorsitzende ist Pranas Šimkus) und Abteilung für Zivilsachen (Vorsitzende ist Romualdas Januška). Gerichtsvorsitzender ist Valdas Petras Meidus. Das Bezirksgericht wurde am 20. April 1925 mit dem Gesetz gegründet und 1995 neu ergründet.

## Untergeordnete Kreisgerichte

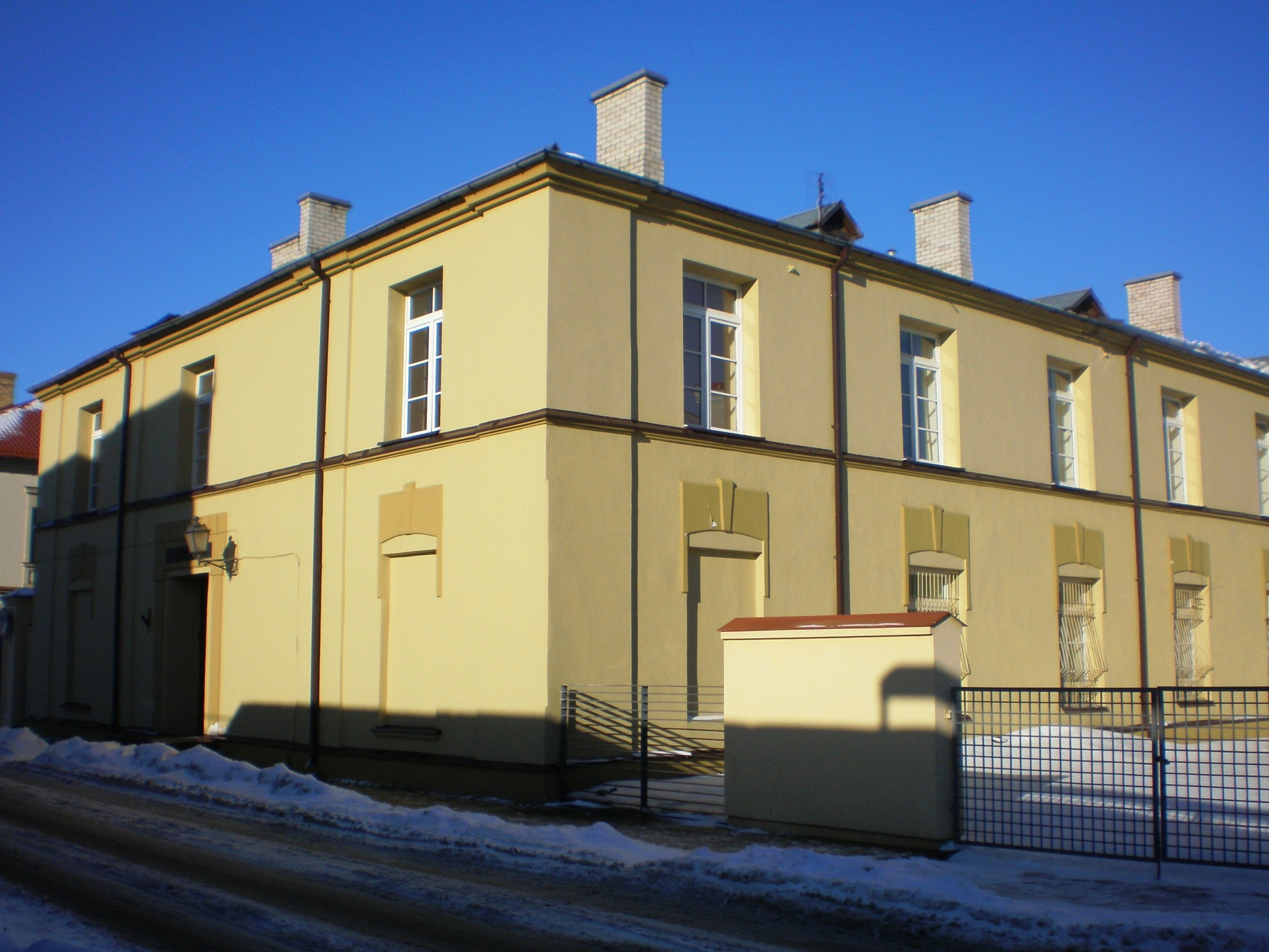
Das Kreisgericht Kėdainiai

Das Bezirksgericht Panevėžys ist das Gericht der 2. Instanz für Entscheidungen folgender Kreisgerichte:
| - Kreisgericht Anykščiai, Anykščiai - Kreisgericht Biržai, Biržai - Kreisgericht Kėdainiai, Kėdainiai | - Kreisgericht Kupiškis, Kupiškis - Kreisgericht Panevėžys, Panevėžys - Kreisgericht Pasvalys, Pasvalys | - Kreisgericht Rokiškis, Rokiškis - Kreisgericht Utena, Utena. |